# 第29届奥斯卡金像奖
第29届奥斯卡金像奖颁奖典礼在加利福尼亚州洛杉矶的雷电华潘太及斯剧院举办。这届新增了独立的最佳外语片奖，而不是将外语片继续提名于特别成就奖或是最佳影片（例如1938年时）。最佳外语片奖的首部获奖影片是费德里柯·费里尼执导、由安东尼·奎恩主演的《大路》，该片同时获得了本届最佳原创剧本奖的提名。该电影的成功也激发了其余外国电影参选奥斯卡奖。费里尼的另一部电影《卡比里亚之夜》在第二年由获得了最佳外语片奖。
这届奥斯卡奖也是第一年所有获得最佳影片提名的五部电影均为彩色电影。
所有获得重要奖项的电影均为史诗性电影：麦克·托德执导的《环游世界八十天》、《國王與我》、《真假公主》、《巨人》、塞西尔·德米尔执导的《十诫》(该年最高票房)、金·维多执导的《戰爭與和平》以及威廉·惠勒执导的《四海一家》。 接下来的几年继续延续了这种大制作获得奖项的风潮：《桂河大桥》、《金粉世界》和《賓漢》均获得了最佳影片奖。
詹姆斯·狄恩成为唯一一个死后连续两次获得表演奖提名的演员。导演约翰·福特的经典西部电影《搜索者》被认为是“最伟大的电影”之一，但没有获得一个提名。
本屆的最佳故事獎項特別值得一提。得獎電影《勇敢之人》掛名的編劇為勞勃·瑞奇(Robert Rich)，但其實這是道爾頓·莊柏的假名，因為他當時被列為荷里活黑名單，也並未出席領獎。此時好萊塢開始盛傳「勞勃·瑞奇就是道爾頓·莊柏」，他也未特別否認。直到1959年接受電視專訪時，才正式公開承認此事。另外，該獎項入圍名單原本有《上流社會》，入圍編劇為爱德华·伯納斯和埃尔伍德·乌尔曼，但實際上這兩人擔綱編劇的是另一部1955年同名的《上流社會》，且該片也並非原創，因此名單公布後才逕予撤銷，這也是奧斯卡史上少見的失誤。
最佳影片《環遊世界八十天》是史上第六部沒有入圍任何一個演技獎項的最佳電影。此外，本屆是在设立最佳男女配角奖后第二次出現最佳男女配角奖、最佳影片和最佳导演等六個獎項都颁发给了不同的电影，下一次出现这种情况是在第78届奥斯卡金像奖。

## 奖项
获奖者在最上方以加粗字体显示：
| 最佳影片(Best motion picture) | 最佳导演(Directing) |
| --- | --- |
| - 《環遊世界八十天》 - 《四海一家》 - 《巨人》 - 《国王与我》 - 《十诫》 | - 乔治·史蒂文斯 – 《巨人》 - 麦克·安德森 – 《環遊世界八十天》 - 沃尔特·朗 – 《国王与我》 - 金·维多 – 《戰爭與和平》 - 威廉·惠勒 – 《四海一家》 |
| 最佳男主角(Actor) | 最佳女主角(Actress) |
| - 尤尔·伯连纳 – 《国王与我》 - 詹姆斯·狄恩 – 《巨人》 - 柯克·道格拉斯 – 《梵谷传》 - 洛克·哈德森 – 《巨人》 - 劳伦斯·奥利维尔 – 《理查三世》 | - 英格丽·褒曼 – 《真假公主》 - 卡罗·贝克 – 《娇娃春情》 - 凯瑟琳·赫本 – 《雨缘》 - 南希·凱利 – 《坏种 (1956年电影)》 - 德博拉·克尔 – 《国王与我》 |
| 最佳男配角(Actor in a supporting role) | 最佳女配角(Actress in a supporting role) |
| - 安东尼·奎恩 – 《梵谷传》 - 唐·默里 – 《巴士站》 - 安东尼·柏金斯 – 《四海一家》 - 米基·鲁尼 –《百战敢死队》 - 罗伯特·斯塔克 – 《苦雨恋春风》 | - 多罗茜·马龙 – 《苦雨恋春风》 - 米尔德里德·邓露克 –《娇娃春情》 - 艾琳·赫克特 – 《坏种 (1956年电影)》 - 梅塞德斯·麦坎布里奇 – 《巨人》 - 派蒂·麦考马克 – 《坏种 (1956年电影)》 |
| 最佳原创剧本 Writing (Screenplay-Original) | 最佳改编剧本 Writing (Screenplay-Adapted) |
| - 《紅氣球》 – 艾尔伯特·拉摩里斯 - 《百战敢死队》 – 罗伯特·列文 - 《茱莉》 – 安德鲁·斯通 - 《大路》 – 费德里柯·费里尼 和 图里奥·皮内利 - 《师奶杀手》 – 威廉·罗斯 | - 《環遊世界八十天》 –詹姆斯·坡、约翰·法罗 和 S·J·佩雷尔曼 - 《娇娃春情》 – 田纳西·威廉斯 - 《四海一家》 – 迈克尔·威尔逊 - 《巨人》 –伊凡·莫法特 和 弗雷德·古奥尔 - 《梵谷传》 – 诺曼·科温 |
| 最佳故事 Writing (Motion picture story) | 最佳外语片(Foreign language film) |
| - 《勇敢之人》 –多尔顿·特朗博 - 《琴韵补情天》 – 里奥·卡切尔 - 《上流社會》 – 爱德华·伯納斯 和 埃尔伍德·乌尔曼(因提名錯誤而撤銷) - 《奇异的爱情》 – 让-保罗·萨特 - 《風燭淚》 –赛萨·萨瓦提尼 | - 《大路》（意大利） - 《缅甸的竖琴》（日本） - 《科佩尼克上尉》（德国） - 《不堪回首話當年》（法国） - 《恶魔奎维托克》（丹麦） |
| 最佳纪录片 Documentary(Feature) | 最佳紀錄短片 Documentary(Short Subject) |
| - 《七海獵奇》 - 《裸眼》 - 《冰山漂浮的地方》 | - 《南北戰爭真實故事》 - 《一個城市的決定》 - 《黑色腦波》 - 《沒有名字的家》 - 《迪士尼系列之太空人》 |
| 最佳單軸短片 Short subject (One-reel) | 最佳雙軸短片 Short subject (Two-reel) |
| - 《突破水障》 - 《忘不了的臉孔》 - 《時間停滯》 | - 《訂做外套》 - 《馴犬》 - 《黑色腦波》 - 《薩摩亞》 |
| 最佳卡通短片 Short subject (Cartoon) | |
| - 《瑪古先生的浮力衣》 - 《淘氣ㄅㄥㄅㄥ上太空》 - 《橫衝直撞》 | |
| 最佳劇情或喜劇片配樂 Music(Music score of a dramatic or comedy picture) | 最佳歌舞片配樂 Music(Scoring of a musical picture) |
| - 《環遊世界八十天》 – 维克多·杨 - 《真假公主》 – 艾佛瑞·纽曼 - 《太平洋生死战》 – 雨果·弗里德霍弗 - 《巨人》 – 迪米特里·迪奥姆金 - 《雨缘》 – 亚历克士·诺斯 | - 《国王与我》 – 艾佛瑞·纽曼 和 肯·达比 - 《舞台春色》 – 莱昂内尔·纽曼 - 《琴韵补情天》 – 莫里斯·斯托鲁夫 和 乔治·邓宁 - 《上流社會》 – 強尼·格林 和 索尔·卓别林 - 《賭城豔遇》 – 乔治·斯托尔 和 強尼·格林 |
| 最佳歌曲 Music(Song) | 最佳錄音(Sound recording) |
| - 「Que Sera, Sera」—《擒凶记》 – 词曲：杰·利文斯顿 和 雷·伊凡斯 - “Friendly Persuasion (Thee I Love)”—《四海一家》 –曲：迪米特里·迪奥姆金；词：保罗·法兰西斯·韦布斯特 - “Julie”— – 曲：利思·斯蒂文斯；词：汤姆·阿戴尔 - “True Love”—《上流社會》 – 词曲：科尔·波特 - “Written on the Wind”—《苦雨恋春风》 –曲：维克多·杨；词：萨米·卡恩                                                                         | - 《国王与我》 – 卡尔顿·福克纳，二十世纪福斯 - 《勇敢之人》 – 巴迪·迈尔斯，雷电华 - 《琴韵补情天》 – 约翰·莱伐达莱，哥伦比亚 - 《四海一家》 – 戈登·葛伦楠 和 戈登·索亚，西方电气公司Westrex 和 塞缪尔·戈尔德温工作室 - 《十诫》 – 罗兰·赖德，派拉蒙 |
| 最佳黑白片藝術指導 Art direction(Black-and-white) | 最佳彩色片藝術指導 Art direction(Color) |
| - 《回头是岸》 – 美术指导：塞德里克·吉本森 和 马尔科姆·布朗；布景：爱德华·B·威利斯 和 F·基奥·格里森 - 《骄傲与亵渎》 – 美术指导：哈尔·佩雷拉 和 厄尔·亨德里克；布景：塞缪尔·寇默 和 弗兰克·麦凯尔维 - 《七武士》 – 美术指导与布景：松山崇 - 《金车玉人》' – 美术指导：罗拉·贝拉；布景：威廉·基尔南 和 路易·帝亞吉 - 《叛逆少年》 – 美术指导：莱尔·惠勒 和 杰克·马丁·史密斯；布景：沃尔特·斯考特 和 斯图亚特·瑞斯 | - 《国王与我》 – 美术指导：莱尔·惠勒 和 约翰·迪科尔；布景：沃尔特·斯考特 和 保罗·福克斯 - 《環遊世界八十天》 – 美术指导：詹姆斯·苏利文 和 肯·亚当斯；布景：罗斯·多德 - 《巨人》 – 美术指导：伯里斯·列文；布景：拉尔夫·赫斯特 - 《梵谷传》 – 美术指导：塞德里克·吉本森、汉斯·皮特斯 和 普雷斯顿·艾姆斯；布景：爱德华·B·威利斯 和 F·基奥·格里森 - 《十诫》 – 美术指导：哈尔·佩雷拉、沃尔特·泰勒 和 阿伯特·野崎；布景：塞缪尔·寇默 和 雷·莫耶 |
| 最佳黑白片攝影 Cinematography(Black-and-white) | 最佳彩色片攝影 Cinematography(Color) |
| - 《回头是岸》 – 约瑟夫·鲁登伯格 - 《娇娃春情》 – 鲍里斯·考夫曼 - 《坏种 (1956年电影)》 – 哈罗德·罗森 - 《拳击场黑幕》 – 伯内特·格菲 - 《暴怒的驿马车》 –沃尔特·斯特里根 | - 《環遊世界八十天》 – 莱昂纳尔·林登 - 《琴韵补情天》 – 哈利·斯特拉德林 - 《国王与我》 – 利昂·沙姆洛伊 - 《十诫》 – 洛耶尔·格里格斯 - 《戰爭與和平》 – 杰克·卡迪夫 |
| 最佳黑白片服裝設計 Costume design(Black-and-white) | 最佳彩色片服裝設計 Costume design(Color) |
| - 《金车玉人》 – 让·路易斯 - 《权利和奖牌》 – 海伦·罗斯 - 《骄傲与亵渎》 – 伊迪丝·海德 - 《七武士》 – 江崎浩平 - 《叛逆少年》 – 查尔斯·勒梅尔 和 玛丽·威尔士 | - 《国王与我》 – 艾琳·沙拉夫 - 《環遊世界八十天》 – 迈尔斯·怀特 - 《巨人》 – 莫斯·马布里 和 马乔里·百思特 - 《十诫》 – 伊迪丝·海德、拉尔夫·杰斯特、约翰·簡森、多萝西·杰金斯 和 阿诺德·弗里伯格 - 《戰爭與和平》 – 玛丽·马蒂斯 |
| 最佳影片剪輯(Film editing) | 最佳特殊效果(Special effects) |
| - 《環遊世界八十天》 –吉恩·魯吉羅 和 保罗·韦瑟瓦克斯 - 《百战敢死队》 – 麥瑞爾·G·懷特 - 《巨人》 – 威廉·霍恩贝克、菲利普·W·安德森 和 佛瑞德·布哈南(Fred Bohanan) - 《回头是岸》 – 艾伯特·阿克斯特 - 《十诫》 – 安妮·鲍切恩斯 | - 《十诫》 – 约翰·富尔顿 - 《禁忌星球》 – 阿诺德·吉莱斯皮、欧文·里斯 和 韦斯利·C·米勒 |

### 奥斯卡荣誉奖
- 艾迪·坎特尔（英语：Eddie Cantor） - 為他對電影產業多年的貢獻

### 欧文·G·托尔伯格纪念奖
- 巴迪·艾德勒（英语：Buddy Adler）

### 简·赫尔索特人道精神奖
- Y·弗兰克·弗里曼（英语：Y. Frank Freeman）

### 颁奖嘉宾
- 卡罗·贝克（英语：Carroll Baker） (最佳原创歌曲)
- 英格丽·褒曼 (最佳导演)
- 欧内斯特·博格宁 (最佳女主角)
- 高尔·钱皮恩和玛吉·钱皮恩 (最佳艺术指导)
- 桃乐茜·丹缀之 （最佳视觉效果）
- 柯克·道格拉斯 （最佳影片剪辑）
- 珍妮·盖诺 (最佳影片)
- 洛克·哈德森和爱娃·玛丽·森特 （最佳原创音乐）
- 南茜·凯莉（英语：Nancy Kelly） (最佳男配角)
- 德博拉·克尔 (最佳原创剧本、最佳改编剧本)
- 杰克·莱蒙 (最佳女配角)
- 安娜·马尼亚尼 (最佳男主角)
- 多罗茜·马龙（最佳音效）
- 梅塞德斯·麦坎布里奇和罗伯特·斯塔克（英语：Robert Stack） (最佳纪录片)
- 派蒂·麦考马克（英语：Patty McCormack）和米基·鲁尼 (最佳真人短片、最佳动画短片)
- 乔治·希顿 (最佳外语片、荣誉奖、欧文·G·托尔伯格纪念奖和简·赫尔索特人道精神奖)
- 伊丽莎白·泰勒 (最佳服装设计)
- 克莱尔·特雷弗 (最佳摄影)

### 现场表演
- 宾·克罗斯比（“True Love”—《上流社會（英语：High Society (1956 film)）》）
- 桃乐茜·丹缀之（“Julie”—《茱莉（英语：Julie (1956 film)）》)
- 金裝四才子（英语：The Four Aces）（“Written on the Wind”—《苦雨恋春风》）
- 高琪·格兰特（英语：Gogi Grant）（“Que Sera, Sera (Whatever Will Be, Will Be)”—《擒凶记》)
- 汤米·山德斯（英语：Tommy Sands）（“Friendly Persuasion”—《四海一家（英语：Friendly Persuasion (1956 film)）》

### 获得多项提名和奖项
| 以下电影获得多项提名： - 10项： 《巨人》 - 9项： 《国王与我》 - 8项： 《环游地球80天》 - 7项： 《十诫》 - 6项： 《四海一家》 - 4项： 《娇娃春情》、《坏种》、《琴韵补情天》、《梵谷传》 - 3项： 《勇敢的人》、《回头是岸》、《战争与和平》和《苦雨恋春风》 - 2项： 《真假公主》、《百战敢死队》、《暗潮》、《上流社会》、《茱莉》、《大路》、《骄傲与亵渎》、《雨缘》、《七武士》、《金车玉人》和《青少年叛逆》 | 以下电影获得多项奖项： - 5项： 《环游地球80天》和《国王与我》 - 2项： 《回头是岸》 |